# Régen kihalt élőlény
Régen kihaltnak nevezzük azokat a taxonokat, amelyek a földtörténeti jelenkorban, azaz a holocénban haltak ki, de még körülbelül a 16. század előtt, ezért a természetvédő szervezetek nem osztályozzák őket természetvédelmi helyzetük szerint. Tehát olyan recens élőlények, amelyek túl régen haltak ki ahhoz, hogy a Természetvédelmi Világszövetség Vörös Listája (más szervezetek mellett) a „Kihalt faj” kategóriába sorolja őket.